# فالای
فالای (به آلمانی: Valley, Bavaria) یک شهر در آلمان است که در میزباخ واقع شده‌است.

## خصوصیات
فالای ۴۲٫۰۹ کیلومترمربع مساحت دارد ۶۵۰ متر بالاتر از سطح دریا واقع شده‌است.